# MV Agusta F3
La MV Agusta F3 è una motocicletta prodotta dalla casa motociclistica italiana MV Agusta, presentata all'EICMA del 2010 e in vendita dall'inizio del 2012.

## Descrizione

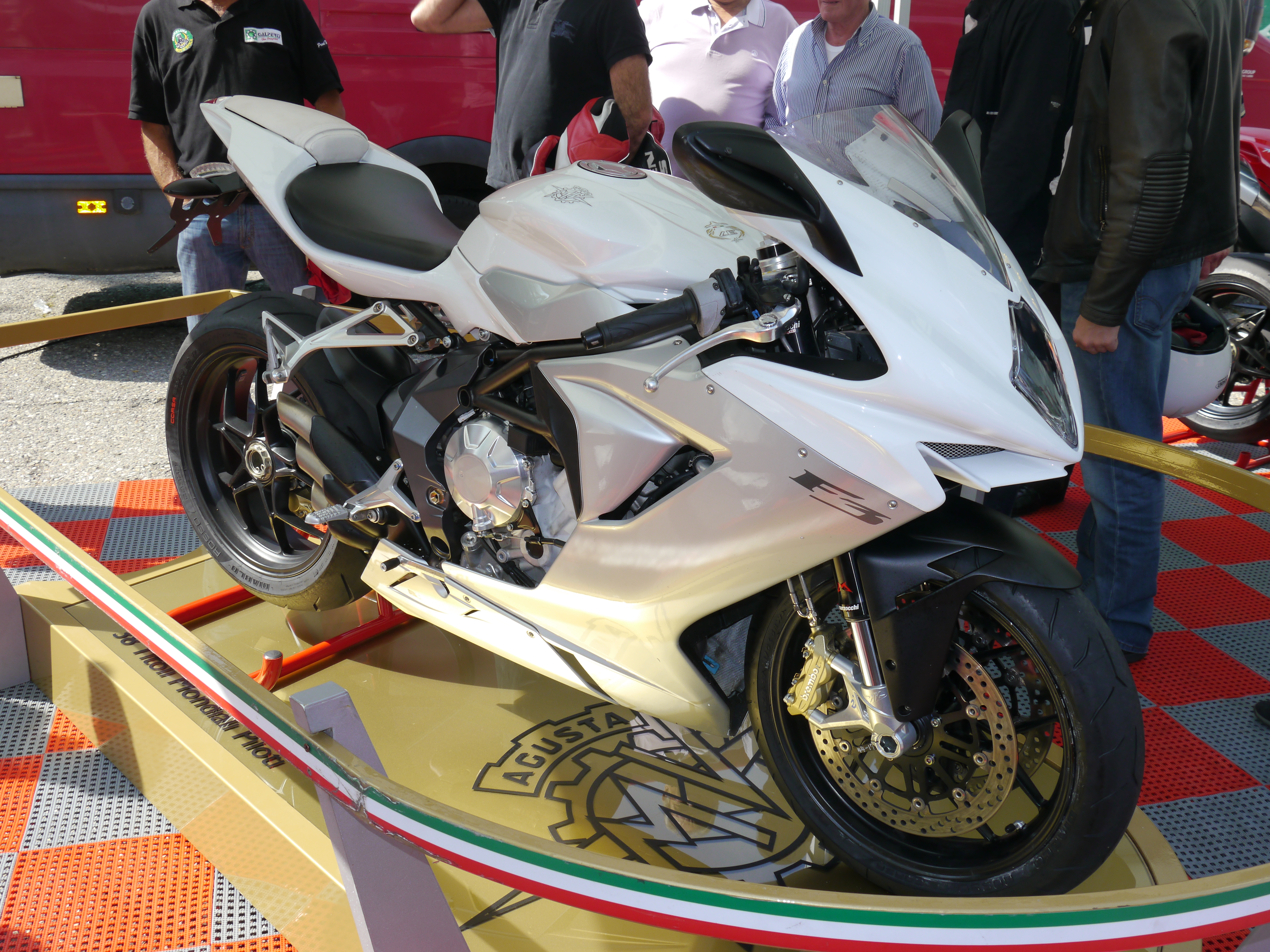
F3 Prototipo

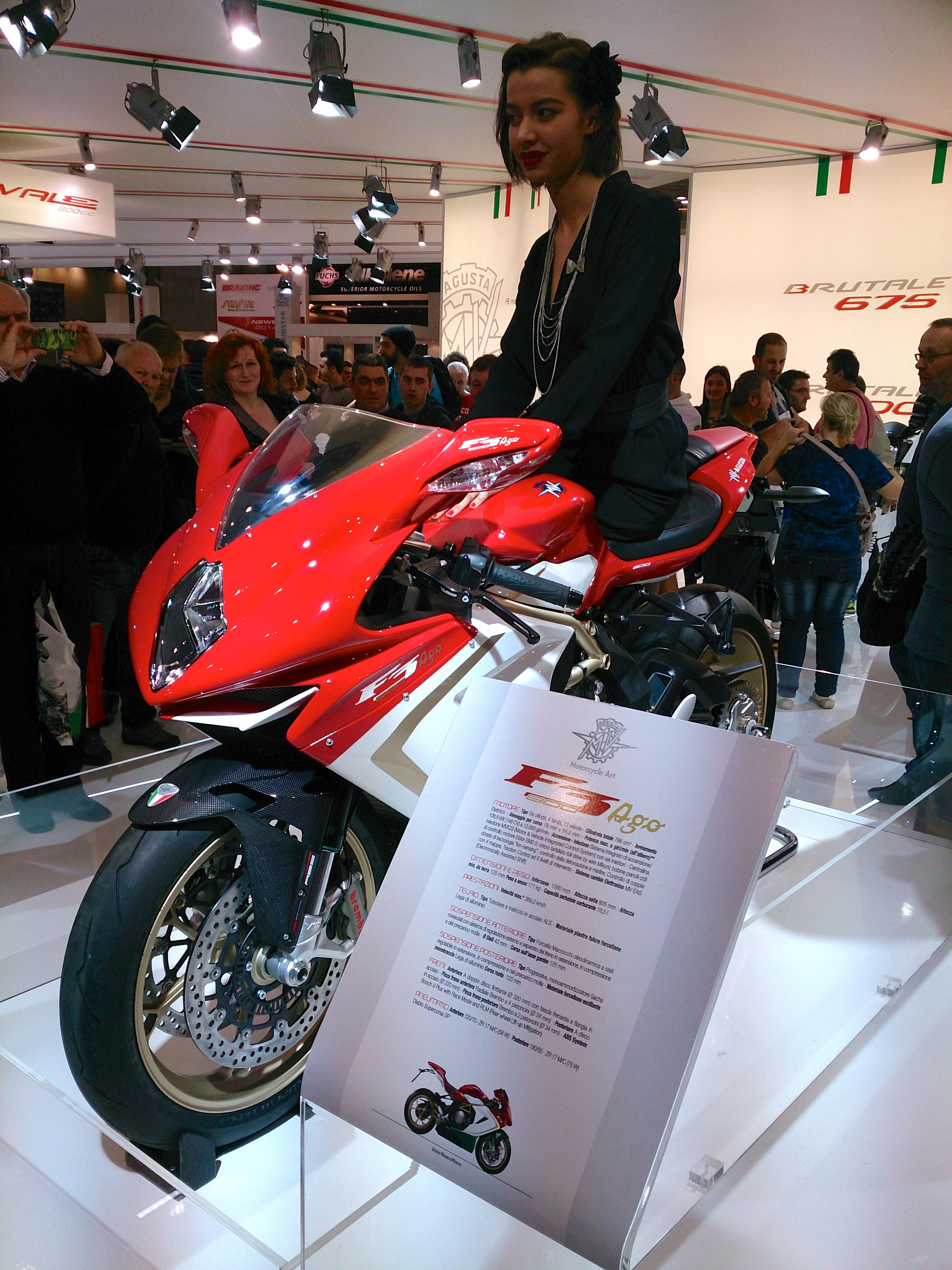
F3 800 Special Edition "Ago"

La moto disegnata da Adrian Morton, riprende le linee della MV Agusta F4 lasciando in maggiore vista il motore e con sfoghi del radiatore di tipo standard, inoltre si adotta una nuova disposizione dello scarico, posto in basso sul lato destro con tre tubi terminali di scappamento.
Il telaio ha una struttura mista a piastre e tubi, si ha il forcellone monobraccio, ma ora dotato di parafango, le forcelle sono sempre del tipo rovesciato, con piedini delle stesse sagomati per fare da supporto alle pinze radiali.
Il motore riprende lo schema a tre cilindri, che ha reso famoso e ha garantito molti titoli mondiali alla casa varesina, ma arricchito da sistemi recenti, come la guida tramite fili del tipo multi mappa, per ottimizzare le prestazioni del propulsore in base a esigenze e desideri del pilota tramite semplici impostazioni, ma anche il controllo di trazione della MV Agusta. Tale propulsore ha la particolarità di avere l'albero motore controrotante, una soluzione impiegata anche sulla Yamaha YZR-M1.
La F3 viene proposta con due differenti motorizzazioni sempre a tre cilindri: dal lancio in 675 e successivamente nel 2013 da 800 cc.

## Evoluzione e versioni

### F3 Serie Oro
Per celebrare il lancio, è stata prodotta un'edizione limitata di 200 moto. Il modello ha piastre del telaio posteriore, bracci oscillanti e ruote color oro. Sono montate sospensioni Öhlins, freni Brembo da competizione e carena in fibra di carbonio. Il modello è corredato di un certificato di autenticità e stemma in oro con inciso il numero di produzione.

### F3 800 Ago
Nel 2014 è stata presentata una versione speciale della F3 800 denominata Ago. Dedicata al campione Giacomo Agostini e prodotta in soli 300 esemplari, era dotata di componenti alleggeriti realizzati in lega e carbonio. La gestione elettronica della moto è stata inoltre integrata con il sistema MVICS (Motor & Vehicle Integrated Control System).

### F3 675 RC
Introdotta nel 2018, la F3 675 RC (Reparto Corse) è un modello ispirato alle moto da corsa. È dotato di un motore potenziato a 133 CV, telaio rivisto e sistema di scarico in titanio da gara. La produzione è limitata a 350 esemplari.